# Љубо Стипишић
Љубо Стипишић – Делмата (Сплит, 28. септембар 1938 – Сплит, 9. октобр 2011) био је хрватски аранжер, композитор и диригент. Љубо Стипишић Делмата је своју популарност стекао као вођа и оснивач бројних клапа. 
Оснивач је часописа Башћински гласи.

## Биографија
Пореклом је из града Врбња на острву Хвар. Студирао је музику код Јосипа Зјачића и Силвија Бомбарделија у Сплиту. Компонује претежно вокалну музику за мање ансамбле (клапе) и хорове, која се углавном заснива на староградском фолклорном наслеђу хорског порекла. Огледао се и у већим вокалним формама.  Један је од суоснивача Фестивала далматинских клапа у Омишу и вођа бројних познатих далматинских клапа.
Као мелограф снимио је више од 200 далматинских народних песама  и тиме допринео њиховој реафирмацији. Аутор је многих збирки народних песама.  Оснивач је и бројних других фестивала, представа, ревија и сусрета, оснивач часописа Башћински гласи (Омиш, 1991).
Аранжирао је и продуцирао навијачку песму НК Хајдук под називом Марјане, Марјане (1971).
Покренуо је књижевно вече чакавске поезије у Подстрани Ча под Перуном. 
Градска књижница Задар објавила је три књиге Љубе Стипишића: „Мојих првих 100 пјесама за дјечје и школске хорове“ (2006. ), „Моје прве 222 пјесме“ (2010) и „Идентитет“ (2011 ). Књига „Идентитет” требало је да буде представљена у октобру 2011. године, али је представљање одложено због болести аутора. Такође, Градска књижница Задар брине о делима Љубе Стипишића.
Отац је познатог хрватског музичара Златана Стипишића.
Преминуо је 9. октобра 2011. године у 74. години.